# Francho Nagore Laín
Francho Nagore Laín (Zaragoza, 1951) es un filólogo, profesor en la Universidad de Zaragoza y autor en idioma aragonés. Como filólogo se ha dedicado a investigar la lengua aragonesa en la época moderna. 
Francho Nagore es vicepresidente de la AIDLCM (Association Internationale pour la Défense des Langues et des Cultures Menacées). En el año 2005 recibió la medalla de oro de Santa Isabel de Portugal de la Diputación Provincial de Zaragoza como reconocimiento a su trabajo por Aragón. Es, asimismo, uno de los fundadores del Consello d'a Fabla Aragonesa, asociación de carácter cultural, de la que ha sido presidente desde 1978 hasta el año 2004.
Así mismo ha sido desde 2011 profesor en el Diploma de Especialización en Filología Aragonesa de la Universidad de Zaragoza.
También presidió el primer congreso para la normalización del aragonés, organizado por el Consello y otras asociaciones en 1987, en el que se consensuaron y aprobaron unas normas ortográficas que pretenden sean de aplicación a todas las variedades del aragonés, además de al aragonés común. Esta unificación de dialectos en una norma común, género rechazo entre algunos filólogos y algunos hablantes nativos de la lengua por considerarlo artificial y ajeno a la realidad lingüística, mientras que otros lo continúan usando e incluso homenajean su trabajo a favor de la recuperación del aragonés.
Francho Nagore realizó una tesis sobre un habla viva, el panticuto (dialecto de la lengua aragonesa propio de Panticosa y el Valle de Tena) en la que concluyó que existía una lengua diferenciada del castellano en el Alto Aragón, el aragonés (o también llamado altoaragonés), con grandes similitudes gramaticales entre los diferentes dialectos que quedan diseminados en el territorio altoaragonés. Su tesis doctoral versó sobre la «Crónica de San Juan de la Peña» («Coronica de San Chuan d'a Peña»), una de las principales obras en aragonés del siglo XIV, publicado en 2003.
Ha publicado diferentes estudios sobre el aragonés (gramática, dialectología, sociolingüística, aragonés medieval etc.); en 1977 publicó la primera gramática del aragonés; años después los libros A bida, a obra y a fabla de Cleto Torrodellas (1981), El aragonés de Panticosa: Gramática (1986), Replega de testos en aragonés dialeutal de o sieglo XX (1987), Fuens lesicograficas de l'Aragonés. Catálogo de repertorios lesicograficos aragoneses dende o siglo XVII dica 1998 (1998), Los territorios lingüísticos en Aragón (2001), o El aragonés en el siglo XIV (2003), entre otros.
Entre sus artículos destacan: "L'aragonés charrato por una familia d'Orós Alto (Tierra de Biescas) en 1977: bellas anotazions", "Bocablos aragoneses en "A través del Somontano Altoaragonés", de Salvador María de Ayerbe", "Dos aspeutos d'intrés en a onomástica d'Ibieca: os sufixos achiquidors y os resultados de Vallem", "Los sufijos -ario, -dor, -ería, -ero, ista y -orio en los términos artísticos", "Nota para atestiguar el uso de la partícula afirmativa o<lat. HOC en aragonés moderno", "La conjugación verbal compuesta en aragonés medieval", "L’emploi du graphème occitan lh pour represénter la palatale latérale dans des textes en aragonais des XIVe, XVe et XVIe siècles", "Chusé Gracia: primers poemas (1970-72)", "Bels aspeutos lingüísticos en un testo en aragonés meyebal: as ordinazions d’a Cofrairía d’a Transfixión de Zaragoza (1311-1508)", "A formula interrogatiba ¿qué cosa (que…)? en aragonés: gramatica e pragmalingüistica", "Algunos paralelismos entre las comedias de Antón de la Braña en asturiano y de Luciano Puyuelo en aragonés", "Contribución al estudio del vocabulario de la huerta de Huesca: voces aragonesas en el Manual del hortelano (1984) de Daniel Calasanz", "Minutas en aragonés en protocolos de los años 1390-1399 de Domingo Ferrer, notario de Barbastro", "Una fuen importán ta o conoximiento de l´aragonés d´a segunda metá d´o sieglo XIII: os Documentos de la colegiata de Santa María de Alquézar. Siglos XI al XIII", "A composizión en aragonés seguntes o testimonio d´as denominazions populars d´a chen d´os lugars", "Un derivado del latín 'Straemen' en aragonés" o "El aragonés en textos medievales no literarios: aspectos de morfosintaxis", entre otros.
Ha traducido numerosas obras al aragonés entre las que destacan el poemario Le cimetière marin de Paul Valéry (1998) o la novela de Julio Verne Une faintaisie du Docteur Ox (2020), que suponen las primeras traducciones de una obra de estos escritores franceses a la lengua aragonesa.

## Obra literaria
Como escritor en lengua aragonesa deben citarse los libros de poemas:
- Sospiros de l'aire (1971)
- Cutiano agüerro (1977)
- Purnas en a zenisa (1984)
- Baxo a molsa (1999)
- As coplas d'o ferrero (2015)
- Astí bi son (2018)
- Os zeños d'a tardada (2019).
- En o branquil d’o lusco (2022).

## Obra científica
- Gramática de la lengua aragonesa. Zaragoza, Librería General. (1977), [5.ª edición, (1989)]
- El aragonés de Panticosa. Gramática. Huesca, Instituto de Estudios Altoaragoneses. (1986)
- Replega de testos en aragonés dialeutal de o sieglo XX. Zaragoza, DGA. (1987)
- El aragonés hoy. Informe sobre la situación actual de la lengua aragonesa. Huesca, Publicazions d’o Consello d’a Fabla Aragonesa, (1989) [en colaboración con Chesús Gimeno Vallés]
- Fuens lesicograficas de l'Aragonés. Catálogo de repertorios lesicograficos aragoneses dende o siglo XVII dica 1998. Huesca, Instituto de Estudios Altoaragoneses. (1998)
- Bibliografía sobre aragonés y catalán, lenguas minoritarias de Aragón. Zaragoza, Consejo de la Juventud de Aragón. (1999)
- Endize de bocables de l'aragonés, seguntes os repertorios lésicos de lugars y redoladas de l'Alto Aragón. (dir.) Huesca, Instituto de Estudios Altoaragoneses. (1999)
- Os territorios lingüísticos en Aragón. Zaragoza, Rolde de Estudios Aragoneses. (2001)
- El aragonés del siglo XIV. Según el texto de la Crónica de San Juan de la Peña. Huesca, Instituto de Estudios Altoaragoneses. (2003)
- Foratata. Antolochía de testos en aragonés de l'Alto Galligo (Ó. Latas & F. Nagore, editors). Huesca, Consello d'a Fabla Aragonesa. (2007)
- Francisco Otín y Duaso: Discurso leído ante la Real Academia Española de Arqueología y Geografía, 1868 (Edición e introducción de Francho Nagore Laín). Zaragoza, Aladrada Ediciones / Instituto de Estudios Altoaragoneses. (2011)
- Lingüistica diatopica de l'Alto Aragón. Cómo ye l´aragonés de cada puesto: carauteristicas, bibliografía, testos, mapas. Huesca, Consello d'a Fabla Aragonesa / Instituto de Estudios Altoaragoneses. (2013)
- O charrar d'a chen de Uesca. Bocabulario e rechistro decumental de l'aragonés d'a ziudá de Uesca e a redolada. Huesca, Consello d'a Fabla Aragonesa. (2020)
- Vocabulario de la Crónica de San Juan de la Peña (versión aragonesa, s. XIV), Zaragoza, Prensas de la Universidad de Zaragoza. (2021)